# João Virgínia
João Manuel Neves Virgínia (Faro, 10 ottobre 1999) è un calciatore portoghese, portiere dello Sporting Lisbona.

## Carriera

### Club
L'11 luglio 2019 viene ceduto in prestito al Reading. Il 3 agosto seguente esordisce tra i professionisti nella sconfitta per 1-3 contro lo Sheffield Weds.
Tuttavia, a causa del poco spazio trovato, il 7 gennaio 2020 fa ritorno all'Everton. Il 16 settembre seguente fa il suo esordio con i toffees in Carabao Cup nel successo per 3-0 contro il Salford City. Il 13 marzo 2021 fa il suo esordio in Premier nella sconfitta per 1-2 contro il Burnley.
Il 24 agosto 2021 viene ceduto in prestito allo Sporting Lisbona.
Il 25 luglio 2025, rimasto svincolato, fa ritorno allo Sporting Lisbona.

### Nazionale
Con la nazionale U19 portoghese ha vinto l'Europeo di categoria nella finale vinta 4-3 contro l'Italia.

## Statistiche

### Presenze e reti nei club
Statistiche aggiornate al 30 giugno 2025.
| Stagione                | Squadra                 | Campionato              | Campionato | Campionato | Coppe nazionali | Coppe nazionali | Coppe nazionali | Coppe continentali | Coppe continentali | Coppe continentali | Altre coppe | Altre coppe | Altre coppe | Totale | Totale |
| Stagione                | Squadra                 | Comp                    | Pres       | Reti       | Comp            | Pres            | Reti            | Comp               | Pres               | Reti               | Comp        | Pres        | Reti        | Pres   | Reti   |
| ----------------------- | ----------------------- | ----------------------- | ---------- | ---------- | --------------- | --------------- | --------------- | ------------------ | ------------------ | ------------------ | ----------- | ----------- | ----------- | ------ | ------ |
| 2019-gen. 2020          | Reading                 | FLC                     | 2          | -5         | FACup+CdL       | 0+1             | 0 + -1          | -                  | -                  | -                  | -           | -           | -           | 3      | -6     |
| gen.-giu. 2020          | Everton                 | PL                      | 0          | 0          | FACup+CdL       | 0+0             | 0               | -                  | -                  | -                  | -           | -           | -           | 0      | 0      |
| 2020-2021               | Everton                 | PL                      | 1          | 0          | FACup+CdL       | 1+1             | -4+0            | -                  | -                  | -                  | -           | -           | -           | 3      | -2     |
| 2021-2022               | Sporting Lisbona        | PL                      | 1          | 0          | CP+CdL          | 4+2             | -2+-1           | UCL                | 1                  | -4                 | SP          | -           | -           | 8      | -7     |
| 2022-2023               | Cambuur                 | E                       | 17         | -28        | CO              | 1               | -1              | -                  | -                  | -                  | -           | -           | -           | 18     | -29    |
| 2023-2024               | Everton                 | PL                      | 0          | 0          | FACup+CdL       | 3+0             | -2 + 0          | -                  | -                  | -                  | -           | -           | -           | 3      | -2     |
| 2024-2025               | Everton                 | PL                      | 0          | 0          | FACup+CdL       | 1+1             | 0 + -1          | -                  | -                  | -                  | -           | -           | -           | 2      | -1     |
| Totale Everton          | Totale Everton          | Totale Everton          | 1          | 0          |                 | 7               | -3              |                    | -                  | -                  |             | -           | -           | 8      | -5     |
| 2025-2026               | Sporting Lisbona        | PL                      | -          | -          | CP+CdL          | -               | -               | UCL                | -                  | -                  | SP          | -           | -           | -      | -      |
| Totale Sporting Lisbona | Totale Sporting Lisbona | Totale Sporting Lisbona | 1          | 0          |                 | 6               | -3              |                    | 1                  | -4                 |             | -           | -           | 8      | -7     |
| Totale carriera         | Totale carriera         | Totale carriera         | 21         | -33        |                 | 15              | -10             |                    | 1                  | -4                 |             | -           | -           | 38     | -47    |

## Palmarès

### Club

#### Competizioni nazionali
- Coppa di Lega portoghese: 1

Sporting Lisbona: 2021-2022

### Nazionale
- Campionato d'Europa Under-19: 1

Finlandia 2018